# اینا ساونکا
اینا ساونکا (بلاروسی: Іна Савенка؛ زادهٔ ۵ اوت ۱۹۹۴) دوچرخه‌سوار اهل بلاروس است.
وی در مسابقات کشوری و بین‌المللی در مجموع برندهٔ ۱ مدال نقره، ۱ مدال برنز شده‌است.